# Letiště St. Gallen – Altenrhein
Letiště St. Gallen – Altenrhein (IATA: ACH, ICAO: LSZR) je malé letiště v Altenrheinu v kantonu St. Gallen ve Švýcarsku poblíž Bodamského jezera. Je to základna pro leteckou společnost People's.

## Letecké společnosti a destinace
Následující letecké společnosti nabízejí pravidelné, sezónní a charterové lety na letišti St. Gallen – Altenrhein:
| Letecké společnosti | Destinace                                                                                           |
| ------------------- | --------------------------------------------------------------------------------------------------- |
| People's            | Vídeň Sezónní: Cagliari, Ibiza, Kefalonia, Menorca, Neapol, Olbia, Palma de Mallorca, Preveza, Pula |

Nejbližší větší letiště je letiště Friedrichshafen v Německu, na opačné straně Bodamského jezera, 45 kilometrů na severozápad trajektem nebo letadlem.

## Pozemní doprava
Na letiště se lze dostat po dálnici A1 (Curych–Winterthur, exit Rheineck - Thal). K dispozici je taxi a kyvadlová doprava, stejně jako pravidelné autobusové spojení z letiště do nedalekých měst Rorschach a Rheineck a jejich železničních stanic.